# 李连宁
李连宁（1954年10月—），男，江苏沛县人，生于广西南宁，中华人民共和国政治人物。第十、十一、十二届全国人大常委会委员。

## 生平
1978年，李连宁考入西南政法大学。1985年自厦门大学法律系硕士研究生毕业后，入中华人民共和国国家教育委员会工作，历任教育部法规司副司长、基础教育司司长、部长助理等职务。他长期投身教育法制建设、教育政策研究、教育管理等项工作，曾经参与起草《中华人民共和国教育法》等教育方面的法规政策的制订工作，参与组织实施国家教育改革发展。
2003年，李连宁当选为第十届全国人大常委会委员。2004年，李连宁任第十届全国人大常委会副秘书长。2008年3月，当选为第十一届全国人大常委会委员。随后出任第十一届全国人大常委会副秘书长。2013年3月，当选为第十二届全国人大常委会委员。
2015年7月1日，第十二届全国人民代表大会常务委员会第十五次会议免去李连宁的全国人大常委会副秘书长职务，任命李连宁为第十二届全国人民代表大会法律委员会副主任委员。